# Церковь Ильи Пророка в Каменье
Це́рковь Ильи́ Проро́ка в Ка́менье — действующий православный храм в Вологде, ранее в составе Ильинского монастыря. Памятник архитектуры конца XVII века.

## Название

### Посвящение
В церкви один престол, посвящённый пророку Илие, одному из самых почитаемых в России святых.

### Топоним «Ка́менье»
Также встречаются наименования «на Ка́менье», «в Каменьях», «в Горах». Ка́менье — местность Верхнего посада города Вологды, как считается, получившая своё название от складов камня, предназначенного для Вологодского кремля Ивана Грозного, который по причине остановки строительства не был использован полностью и пошёл на сооружение многих зданий в Вологде. Существует также мнение о связи названия с неким каменным языческим идолом, капище которого якобы располагалось на месте монастыря (достоверных указаний, подкрепляющих эту версию, нет).
Примечательно, что в русском языке слово каме́нье (разг.-сниж.: ка́мни, каме́нья) имеет ударение на второй слог, однако вологодский топоним Каменье имеет ударение на первый слог.

## История
Холодная церковь Ильи Пророка и тёплая церковь Варлаама Хутынского — храмы упразднённого Ильинского монастыря, обращённые в приходские церкви (существующее сейчас здание церкви Варлаама Хутынского построено в 1780 году, уже после закрытия монастыря).
Дата основания монастыря неизвестна, древнейшие сведения относятся к правлению Ивана Грозного (середина XVI века). Монастырь был небольшим и небогатым, в 1613 году, во время вологодского разгрома, подвергся разорению, при этом старая тёплая церковь Варлаама Хутынского была сожжена, но новая холодная церковь Ильи (также деревянная) уцелела. Купец Кондратий Акишев, на средства которого обустраивалась обитель с 1610 года, вновь способствовал ремонту монастыря.
Деревянная холодная церковь Ильи простояла около 90 лет, пока совершенно не обветшала. В 1698 году перестроена в камне.
В 1738 году монастырь, жизнь в котором пришла в упадок (остался один игумен без братии), был упразднён.

### Состояние в XX—XXI веках
В 1930 году церковь была закрыта Советской властью. Была занята архивом, затем реставрационными мастерскими. В 1990-2000-е годы отреставрирована.

## Архитектура и интерьер
Церковь Ильи в Каменье — небольшой каменный храм, построенный в несколько упрощённом стиле, распространённом в конце XVII века в Вологде (другой пример — Успенский собор Горнего монастыря). Основной объём здания — одноэтажный двухсветный кубический, имеется одна глава, пятигранная апсида (перестроена в 1904 году) и короткая трапезная. Из декора — только лопатки по углам и простой карниз с кокошниками.
Именно простота и цельность архитектурного решения придаёт храму его очарование. Искусствовед Г. К. Лукомский в 1907 году так описывает церковь Ильи Пророка в своём путеводителе по архитектурным достопримечательностям Вологды:

Замечательна и очень привлекательна в архитектурном отношении эта маленькая церковь. На зелёной лужайке, окружённой маленькими убогими серыми домиками и развесистыми деревьями, стоит белый кубический храмик, покрытый простой крышей, на которой всего одна скромная главка — куполок её сочный, большой, синий; закомары поверху стен и простая пятигранная абсида — вот и вся архитектура церкви.
Но, однако, облик её очень характерен для времени (1698 г.), и она своею пропорциональностью и скромностью производит большее впечатление, нежели многие другие храмы, залепленные орнаментами.
— Г. К. Лукомский. Вологда в её старине

### Иконостас
Существовавший в церкви на момент закрытия иконостас был сооружён во второй половине XVIII века. По мнению православного историка и краеведа Н. И. Суворова, особенного внимания заслуживали следующие иконы: а) первая местная по правую сторону Царских врат, называемая в старых церковных описях «Икона Преполовения праздника Господня»; б) храмовая икона святого Пророка Илии «с житием», «весьма древнего письма»; в) местная икона, находящаяся на южной стене у правого клироса, в старых описях называвшаяся иконой Воскресения Христова.

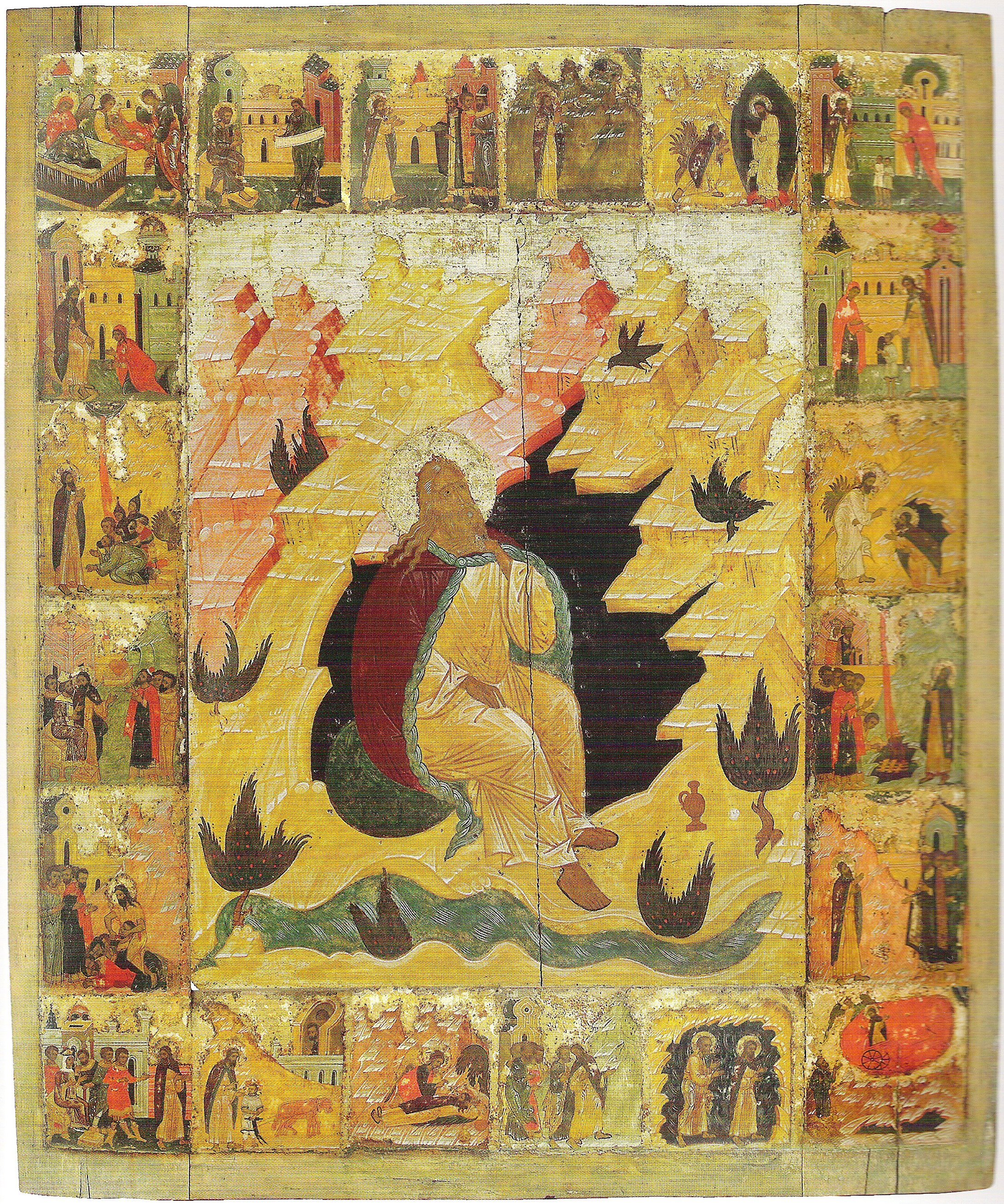
Пророк Илия в пустыне, с житием. Первая треть XVI века, Вологда. ВГИАХМЗ
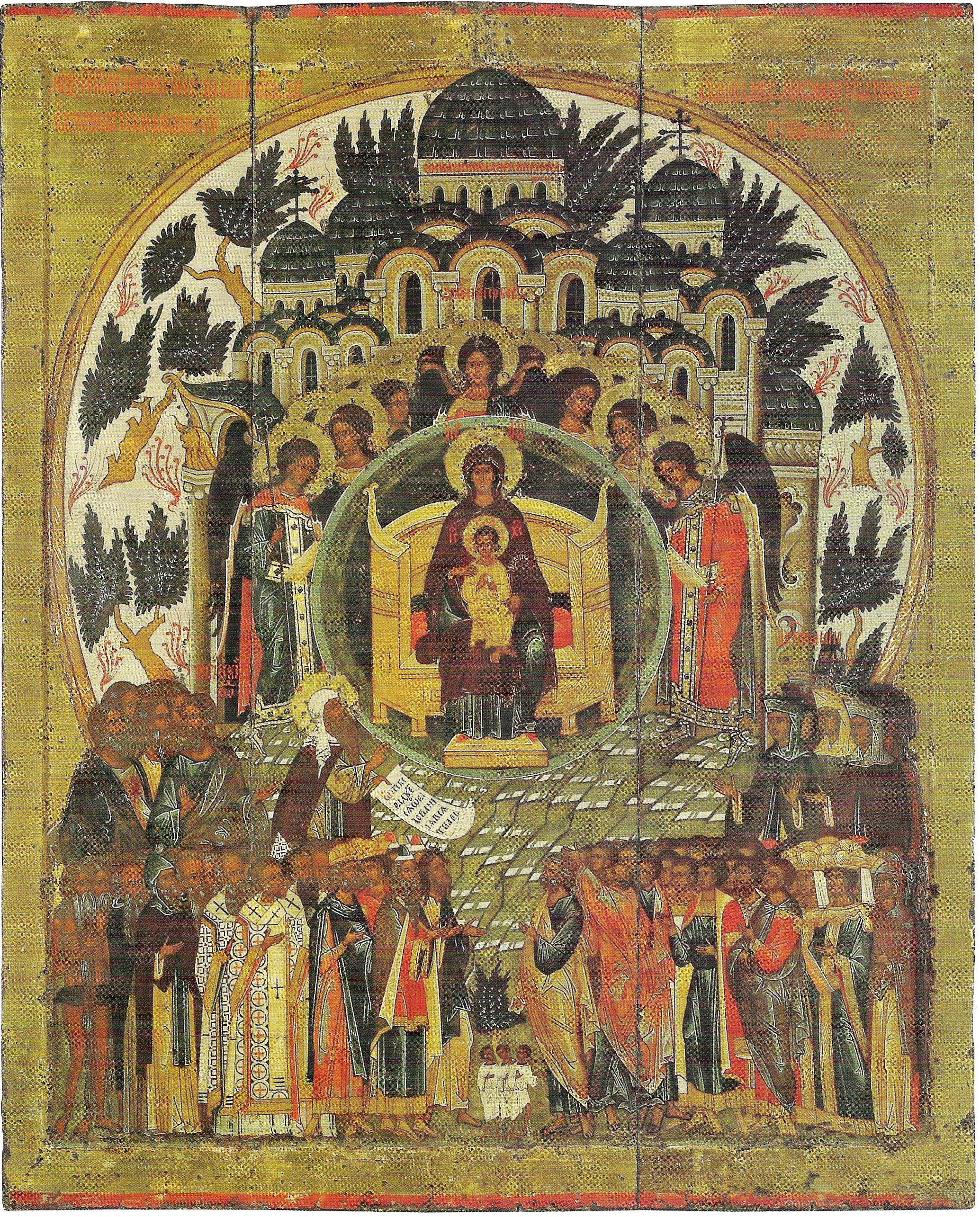
«О Тебе радуется…». Третья четверть XVI века, Вологда. ВГИАХМЗ